# Jingwan-dong
Jingwan-dong (koreanska: 진관동) är en stadsdel i stadsdistriktet Eunpyeong-gu i Sydkoreas huvudstad Seoul. I Jingwan-dong ligger Eunpyeong New Town, ett stadsutvecklingsprojekt påbörjat 2008 med bostäder för 16 000 hushåll.